# NGC 363
 NGC 363 là một thiên hà dạng hạt đậu trong chòm sao Kình Ngư. Nó được phát hiện vào ngày 28 tháng 11 năm 1885 bởi Francis Leavenworth. Nó được Dreyer mô tả là "cực kỳ mờ nhạt, cực kỳ nhỏ, tròn".